# あすか製薬
あすか製薬株式会社（あすかせいやく、英文:ASKA Pharmaceutical Co., Ltd.）は、日本の医薬品企業である。

## 会社概要
2005年（平成17年）10月1日、帝国臓器製薬及びグレラン製薬の合併により発足。他社製品のOEM受託製造や後発医薬品の委託製造も行っている。2021年3月30日に上場廃止、翌4月1日付で設立されたあすか製薬ホールディングス株式会社が、当社に代わり東京証券取引所第一部へ上場。
化粧品・健康食品企業のアスカコーポレーションも同じく「ASKA」という英字表記を用いているが、当社との関連性は無い。

## 事業所一覧
2019年（令和元年）7月1日時点
- 本社
  - 〒108-8532 - 東京都港区芝浦二丁目5番1号

### 研究所・工場
- 川崎研究所
  - 〒213-8522 - 神奈川県川崎市高津区下作延五丁目36番1号
- いわき工場
  - 〒971-8183 - 福島県いわき市泉町下川字大剣1番

### 営業所
- 札幌営業所（北海道地方エリア担当）
  - 〒060-0003 - 北海道札幌市中央区北3条西4丁目1番1号（日本生命札幌ビル）
- 東北営業所（東北地方エリア担当）
  - 〒980-0011 - 宮城県仙台市青葉区一番町四丁目6番1号（仙台第一生命タワービルディング）
- 郡山営業所（福島県エリア担当）
  - 〒963-8005 - 福島県郡山市清水台二丁目13番23号（郡山第一ビル）
- 東京営業所（東京都エリア担当）
  - 〒108-8532 - 東京都港区芝浦二丁目5番1号
- 横浜支店（神奈川県エリア担当）
  - 〒231-0047 - 神奈川県横浜市中区羽衣町二丁目4番4号（エバーズ第8関内ビル）
- 埼玉営業所（埼玉県エリア担当）
  - 〒330-0081 - 埼玉県さいたま市中央区新都心5番2号（ポルト小池ビル）
- 千葉営業所（千葉県エリア担当）
  - 〒260-0045 - 千葉県千葉市中央区弁天一丁目15番3号（大宗北口ビル）
- 北関東営業所（北関東地方エリア担当）
  - 〒321-0953 - 栃木県宇都宮市東宿郷三丁目1番7号（メットライフ宇都宮ビル）
- 新潟営業所（新潟県エリア担当）
  - 〒950-0901 - 新潟県新潟市中央区弁天三丁目2番3号（ニッセイ新潟駅前ビル）
- 松本営業所（長野県エリア担当）
  - 〒390-0815 - 長野県松本市深志一丁目1番15号（朝日生命松本深志ビル）
- 金沢営業所（石川県エリア担当）
  - 〒920-0031 - 石川県金沢市広岡一丁目1番35号（金沢第二ビル）
- 静岡営業所（静岡県エリア担当）
  - 〒422-8067 - 静岡県静岡市駿河区南町18番1号（サウスポット静岡）
- 名古屋営業所（東海地方エリア担当）
  - 〒460-0008 - 愛知県名古屋市中区栄四丁目14番5号（松下中日ビル）
- 大阪営業所（関西地方エリア担当）
  - 〒550-0004 - 大阪府大阪市西区靱本町一丁目12番6号（オカザキビル）
- 京都営業所（京滋・北陸地方エリア担当）
  - 〒604-8101 - 京都府京都市中京区柳馬場通御池下ル柳八幡町65番地（朝日ビル）
- 神戸営業所（兵庫県エリア担当）
  - 〒651-0094 - 兵庫県神戸市中央区琴ノ緒町五丁目5番13号（協和ビル）
- 中国営業所（中国・四国地方エリア担当）
  - 〒730-0017 - 広島県広島市中区鉄砲町8番18号（広島日生みどりビル）
- 高松営業所（香川県エリア担当）
  - 〒760-0026 - 香川県高松市磨屋町8番1号（富士火災高松ビル）
- 福岡営業所（九州地方・沖縄エリア担当）
  - 〒810-0001 - 福岡県福岡市中央区天神四丁目1番1号（第7明星ビル）
- 熊本営業所（熊本県エリア担当）
  - 〒860-0804 - 熊本県熊本市中央区辛島町6番7号（いちご熊本ビル）

## 主要製品

### 医療用医薬品
- アルタット - 消化性潰瘍治療薬、H2ブロッカー
- イサロン - 胃防御因子製剤
- チラーヂン - 甲状腺ホルモン製剤、レボチロキシン
- リピディル - 高脂血症治療薬、フェノフィブラート

## 関係会社
- あすか製薬メディカル（臨床検査・試験業務・医療機器販売業務等の受託）
- あすかアニマルヘルス（動物用医薬品、飼料および飼料添加物などの製造、販売ならびに輸出入）

## リコール
- 2018年 - 前年までに製造していたバルサルタン錠AAの原材料に、発がん性物質が含まれたとしてリコールを実施した[2]。